# Itarissa simplex
Itarissa simplex är en insektsart som först beskrevs av Scudder, S.H. 1875.  Itarissa simplex ingår i släktet Itarissa och familjen vårtbitare. Inga underarter finns listade i Catalogue of Life.